# ماكسيمو مونتويا
ماكسيمو مونتويا (بالإسبانية: Máximo Montoya)‏ (26 يونيو 1989 - ) هو لاعب كرة طائرة فنزويلا.